# AJ Bear
AJ Bear (* 2. Februar 1977 in Sydney; eigentlich Aaron Jay Bear) ist ein ehemaliger australischer Skirennläufer. Er gehörte von 1997 bis 2006 der australischen Skinationalmannschaft an. Seine Disziplinen waren Abfahrt und Super-G.

## Karriere
Nach seiner erstmaligen Teilnahme an den Juniorenweltmeisterschaften im Frühjahr 1996 ging Bear ab Dezember 1997 im Weltcup regelmäßig an den Start. Im Dezember 2000 errang er beim Abfahrtslauf im US-amerikanischen Vail/Beaver Creek seinen ersten Weltcuppunkt.
Die Karriere von AJ Bear wurde öfters durch Verletzungen unterbrochen, unter anderem durch schwere Stürze in Bormio. Insgesamt konnte er sich im Lauf seiner Karriere neunmal in den Weltcuprängen platzieren. Bestes Ergebnis war im Dezember 2005 ein 17. Platz im Abfahrtsrennen von Gröden.
AJ Bear wurde dreimal australischer Meister im Riesenslalom (1997, 2000, 2001) und gewann einmal bei den niederländischen Meisterschaften den Super-G (1998).

## Statistik

### Olympische Spiele
- Salt Lake City 2002: 37. Abfahrt, DNF Kombination, DSQ Super-G
- Turin 2006: DNF Super-G

### Weltmeisterschaften
- Beaver Creek 1999: 15. Kombination, 22. Abfahrt, 25. Super-G
- St. Anton 2001: 24. Riesenslalom, 32. Super-G, DNF Abfahrt

### Weltcup
- 9 Platzierungen unter den besten 30

### Juniorenweltmeisterschaften
- Hoch-Ybrig 1996: 23. Super-G, 24. Abfahrt, DNF Riesenslalom, DNF Slalom

### Australian New Zealand Cup
- 5 Podestplätze, davon 2 Siege

| Datum           | Ort        | Land       | Disziplin    |
| --------------- | ---------- | ---------- | ------------ |
| 18. August 1997 | Thredbo    | Australien | Riesenslalom |
| 18. August 1998 | Mount Hutt | Neuseeland | Riesenslalom |

### Europacup
- Eine Platzierung unter den besten 10

### Nor-Am Cup
- 4 Platzierungen unter den besten 5, davon 2 Podestplätze